# Fantastic Four (film, 2005)
Fantastic Four är en amerikansk-tysk film från 2005 baserad på Marvel Comics tecknade serie om superhjältegruppen Fantastic Four. En uppföljare, Fantastic Four: Rise of the Silver Surfer, hade premiär 2007 och en tredje film Fantastic Four med marknadsföringstiteln Fant4stic hade premiär 2015.

## Handling
När en resa i rymden går fel förändras fem människor av de kosmiska strålningen och får fantastiska krafter. Uppfinnaren Reed Richards (Mr. Fantastic) får förmågan att sträcka och forma sin kropp likt gummi. Hans tidigare flickvän Susan Storm (Invisible Girl) får förmågan att bli osynlig och att böja ljus till kraftfält. Hennes yngre bror, Johnny Storm, kan flyga och kontrollera eld och tar namnet Flamman (Human Torch). Piloten Ben Grimm (Thing på svenska Big-Ben) blir till ett motståndskraftigt monster av sten. Tillsammans använder de sina krafter för att rädda världen från Viktor von Doom (Doktor Doom).

## Rollista (i urval)
| Ioan Gruffudd    | – Reed Richards / Mr. Fantastic |
| Jessica Alba     | – Susan Storm / Invisible Woman |
| Chris Evans      | – Johnny Storm / Human Torch    |
| Michael Chiklis  | – Ben Grimm / Thing             |
| Julian McMahon   | – Victor von Doom / Doktor Doom |
| Kerry Washington | – Alicia Masters                |
| Hamish Linklater | – Leonard                       |
| Laurie Holden    | – Debbie McIlvane               |
| Kevin McNulty    | – Jimmy O'Hoolihan              |
| Maria Menounos   | – Sjuksköterska                 |
| Michael Kopsa    | – Ned Cecil                     |
| Stan Lee         | – Willie Lumpkin                |